# سرود ورزشی
سرود ورزشی یا سرود ورزشگاهی نوعی موسیقی است که در آن آهنگهای شناخته شده از طریق سامانه صدای عمومی در استادیوم‌ها و عرصه‌های مختلف در حین استراحت تیم‌ها و در عمل برای جمع کردن هواداران پخش می‌شود. سرودهای ورزشی اساساً برای ورزشگاه نوشته نمی‌شوند اما محبوبیت آنها باعث می‌شود که در مسابقات پخش شوند. برخی از رویدادهای فوتبال سرودهای خاص خود را دارند که در هنگام استراحت پخش نمی‌شوند بلکه به عنوان موسیقی ورودی هستند. قابل توجه‌ترین سرودها سرود فیفا و سرود لیگ قهرمانان اروپا هستند.
سرودهای استادیوم دارای ریتم جذاب uptempo و تکرار پاسخ صوتی هستند و اغلب بیانگر غرور یا بزرگی هستند (مانند " We Will Rock You "، " We Are Champion " و " One Another Bites the Dust ") از آثار گروه موسیقی راک کوئین در بریتانیا). بیشتر سرودهای استادیوم از آهنگهای معروف راک اند رول، رقص یا رپ تولید می‌شوند. در بازی‌های فوتبال کالجها، گروه‌های مارش مدارس غالباً سرودهای استادیوم را به لیست اجرای خود اضافه می‌کنند. در بیس بال، بسیاری از سرودهای استادیوم به عنوان موسیقی استقبال برای پخش کننده‌های مختلف توپ استفاده می‌شوند. به عنوان مثال، AC / DC " Hells Bells " موسیقی ورودی Trevor Hoffman بود و " Enter Sandman " متالیکا همان نقش را برای ماریانو ریورا داشت.
برخی از سرودهای استادیومی در یک منطقه خاص یا برای یک تیم خاص محبوب هستند. " هرگز به تنهایی قدم برنخواهی داشت" سرود باشگاه فوتبال لیورپول است. "Just idag jr jag stark" توسط کنتا سروده شده و موسیقی باشگاه فوتبال هاماربی است. Dallas Cowboys در دهه ۱۹۹۰ از فیلم " Must've Be Cowboy " اثر توبی کیت اقتباس شد، در حالی که تیم‌های ورزشی در آلاباما غالباً از "خانه شیرین آلاباماً اثر لینورد اسکینرد استفاده می‌کنند.

## سرودهای ورزشی محبوب
- سرود فیفا
- سرود لیگ قهرمانان یوفا
- " راک اند رول قسمت ۲ "
- " ما شما را به جنب و جوش درمی‌آوریم "
- " ما قهرمان هستیم "
- " یکی دیگر به خاک سیاه می‌نشیند "
- " رعد و برق زده "
- " الان پرواز کن "
- " برای این کار آماده شوید "
- " نام را بخاطر بسپار "
- " Na Na Hey Hey خداحافظ او "
- " آهنگ ۲ "
- " قطار دیوانه "
- " Blitzkrieg Bop "
- " ارتش هفت ملت "
- "آیا می‌توانید آن را احساس کنید" توسط RapScallions
- " Kernkraft 400 "
- " به جنگل خوش آمدید "
- " متوقف نشود Believin" "
- " قهرمانان "
- " کارولین شیرین "
- " Swag Surfin "
- " با خشم به گذشته نگاه نکن "
- " نیمه وقت (ایستاد و خراب شوید) "
- سرود یوفا لیگ اروپا